# Хромосома 18 (людина)

Ідіограма 18-ї хромосоми людини

Хромосома 18 є однією з 23 пар хромосом людини. За нормальних умов у людей дві копії цієї хромосоми. 18-та хромосома має у своєму складі 85 млн пар основ або 2,5 % від загальної кількості нуклеотидів в ДНК клітин.
Ідентифікація генів кожної хромосоми є пріоритетним напрямком наукових досліджень в генетиці. Проте, дослідники застосовують різні підходи щодо визначення кількості генів в кожній хромосомі, внаслідок цього дані щодо їх кількості демонструють різні цифри. Це також стосується і хромосоми 18, в якій налічується від 300 до 400 генів.

## Гени
Найбільш досліджені гени 18-ї хромосоми людини
- BCL2: блокатор апоптозу
- FECH: Феррохелатаза (пов'язана з протопорфирією)
- NPC1
- SMAD4
- KC6

## Хвороби та розлади
- Еритропоетинова протопорфирія
- Хвороба Рандю — Ослера
- Хвороба Німана-Піка (тип С)
- Порфирія
- Селективний мутизм
- Синдром Едвардса
- Тетрасомія 18p
- Моносомія 18p
- Синдром Пітта-Хопкінса